# Глазевиц
Глазевиц (њем. Glasewitz) општина је у њемачкој савезној држави Мекленбург-Западна Померанија. Једно је од 62 општинска средишта округа Гистров. Према процјени из 2010. у општини је живјело 441 становника. Посједује регионалну шифру (AGS) 13053021.

## Географски и демографски подаци
Глазевиц се налази у савезној држави Мекленбург-Западна Померанија у округу Гистров. Општина се налази на надморској висини од 17 метара. Површина општине износи 15,6 km². У самом мјесту је, према процјени из 2010. године, живјело 441 становника. Просјечна густина становништва износи 28 становника/km².